# Plusiodonta basirhabdota
Plusiodonta basirhabdota är en fjärilsart som beskrevs av George Francis Hampson 1926. Plusiodonta basirhabdota ingår i släktet Plusiodonta och familjen nattflyn. Inga underarter finns listade i Catalogue of Life.